# 곰베 침팬지 전쟁
곰베 침팬지 전쟁은 1974년과 1978년 사이 탄자니아 키고마주의 두 침팬지 무리 사이에서 있었던 무력 충돌이다. 제인 구달의 연구로 잘 알려져 있다. 문서의 침팬지들의 이름들은 구달이 지어준 것이다. 

## 배경
곰베 스트림 국립공원(Gombe Stream National Park)은 영장류 연구로 잘 알려져 있다. 국립공원의 연구자들이 카사켈라(Kasakela)라고 부른 침팬지 무리는 수십년 동안 평화적으로 유지되어 왔다. 1970년 리키라는 수컷이 사망하고 1971년 부터 무리는 분열되기 시작했다. 수컷들에게 짝짓기 상대인 암컷들이 5대 1 비율로 부족했던 것도 원인으로 꼽힌다.
1974년 카하마(Kahama)라고 이름이 붙은 새 무리가 나타났다. 남부의 새 카마하 무리는 수컷 여섯 마리, 암컷 열두 마리와 그들의 새끼들로 구성되어 있었다. 북부의 기존 카사켈라 무리에는 수컷 여덟 마리, 암컷 열두 마리와 그들의 새끼들이 남았다.

## 전개
최초의 폭력은 1974년 1월 7일 일어났다. 카사켈라 무리의 수컷 여섯 마리가 카마하 무리의 수컷 한마리를 집단으로 공격했다. 이 사건은 처음으로 학계에 보고된 침팬지 집단이 의도적으로 같은 종을 살해한 사례였다. 카사멜라의 침팬지들은 살해에 성공한 후 나뭇가지를 집어 던지고 소리를 지르며 성공을 축하했다. 카마하 무리의 나머지 침팬지들도 차례 차례 살해되었다.
늙은 수컷인 골리앗은 두 무리와 모두 친하게 지내고 어떤 저항도 하지 않았지만 역시 살해당하고, 수컷 세마리만 남게 되었다. 다음 피해자는 몸이 불편했던 찰리로 손쉽게 처리되었다. 한 마리는 사라졌는데 도망간 것으로 추정된다. 마지막 남은 수컷은 1년 동안 카사켈라 무리를 피해다녔지만 결국 살해된다. 암컷들도 전쟁에 예외는 아니었다. 여섯 마리 중 세 마리는 납치되 폭행을 받았고, 한 마리는 살해되었으며 두 마리는 사라졌다.
카사켈라 무리는 카하마 무리의 영토를 차지하는데 성공했지만 또다른 침팬지 무리인 칼란다(Kalanda)의 공격을 받았다. 수가 더 많았던 칼란다는 카사켈라를 북쪽으로 몰아냈다. 카사켈라는 새로운 거점에서도 이웃 무리인 미툼바(Mitumba)의 공격을 받았다. 계속되는 전투가 마침내 끝나고 곰베 국립공원의 침팬지들 사이에 평화가 찾아왔다.

## 영향
그동안 학계에서는 전쟁이 오직 인간 사회에서만 일어나는 독특한 현상이라고 생각했다. 그러나 곰베 침팬지 전쟁의 사례가 알려지면서, 이런 주장에 의문이 제기되었다. 처음에는 침팬지가 인간 사회의 ‘나쁜 물’이 들어 전쟁을 한다는 반론이 강하게 제기되었다. 자연의 세계에서 동족 간의 전쟁은 없다는 오랜 믿음이 있었기 때문이다. 그러나 계속된 연구를 통해서 이러한 고정관념은 점점 깨지기 시작했다.
일부에서는 제인 구달이 ‘의도치 않게’ 전쟁을 유발했다고 주장하기도 했다. 구달이 바나나를 주면서 침팬지 사이의 갈등이 생겼다고도 했다. 그러나 비슷한 전쟁 사례가 계속 관찰되면서, 점차 반론은 수그러들었다.
구달은 해당 전쟁을 목격한 후 우울증을 앓았다. 

## 유사 사례
우간다 은고고 침팬지를 관찰한 연구에 따르면, 이들은 미리 정찰병을 보내고 매복과 기습 전술도 구사했다. 약 10-14일 간격으로 주기적인 전투를 벌였는데, 전투원은 항상 수컷이었다. 암컷은 전리품으로 확보하고, 상대측 새끼는 죽여서 잡아먹었다. 심지어 다른 부족의 침팬지를 용병으로 동원하기도 했다.
미시간 대학교의 존 미타니 교수의 연구에 따르면, 침팬지 전쟁의 주목적은 영토 확장이다. 전투는 경계 밖에서 주로 일어났는데, 은고고 전쟁에서는 22.3%나 영토를 확장했다. 미타니 교수는 이들의 전쟁은 그 규모나 지속성, 그리고 목적으로 볼 때, 인간 사회의 전쟁과 별로 다를 바 없었다고 주장한다.

## 같이 보기
- 킬러 유인원 가설